# UCI-Mountainbike-Weltcup 1997
Beim UCI-Mountainbike-Weltcup 1997 wurden durch die Union Cycliste Internationale Weltcup-Sieger im Cross-Country und im Downhill ermittelt.
Im Cross-Country XCO wurden zehn Rennen an unterschiedlichen Weltcup-Stationen ausgetragen, im Downhill insgesamt sechs Rennen. Mit dem Downhill-Rennen im südafrikanischen Stellenbosch machte der Weltcup erstmals auf dem afrikanischen Kontinent Station.

## Cross-Country

### Frauen Elite
| Rnd | Datum        | Ort              | Erste              | Zweite             | Dritte            |
| --- | ------------ | ---------------- | ------------------ | ------------------ | ----------------- |
| 1   | 6. April     | Napa Valley      | Paola Pezzo        | Alison Sydor       | Chantal Daucourt  |
| 2   | 13. April    | Wellington       | Paola Pezzo        | Alison Sydor       | Nadia De Negri    |
| 3   | 7. April     | Sankt Wendel     | Caroline Alexander | Paola Pezzo        | Chantal Daucourt  |
| 4   | 4. Mai       | Budapest         | Alison Dunlap      | Paola Pezzo        | Nadia De Negri    |
| 5   | 11. Mai      | Špindlerův Mlýn  | Paola Pezzo        | Caroline Alexander | Alison Sydor      |
| 6   | 22. Juni     | Mount Snow       | Paola Pezzo        | Alison Sydor       | Ruthie Matthes    |
| 7   | 29. Juni     | Mont Sainte-Anne | Paola Pezzo        | Chantal Daucourt   | Alison Sydor      |
| 8   | 13. Juli     | Vail             | Paola Pezzo        | Ruthie Matthes     | Tammy Jacques     |
| 9   | 31. August   | Houffalize       | Paola Pezzo        | Alison Sydor       | Margarita Fullana |
| 10  | 7. September | Annecy           | Paola Pezzo        | Alison Sydor       | Margarita Fullana |

Gesamtwertung
| Platz | Name             | Punkte |
| ----- | ---------------- | ------ |
| 1.    | Paola Pezzo      | 525    |
| 2.    | Alison Sydor     | 482    |
| 3.    | Chantal Daucourt | 433    |
| 4.    | Ruthie Matthes   | 408    |
| 5.    | Alison Dunlap    | 402    |
| 6.    | Lesley Tomlinson | 371    |

### Männer Elite
| Rnd | Datum        | Ort              | Erster              | Zweiter                   | Dritter            |
| --- | ------------ | ---------------- | ------------------- | ------------------------- | ------------------ |
| 1   | 6. April     | Napa Valley      | Luca Bramati        | Rune Høydahl              | Jérôme Chiotti     |
| 2   | 13. April    | Wellington       | Cadel Evans         | Christophe Dupouey        | Jérôme Chiotti     |
| 3   | 27. April    | Sankt Wendel     | Thomas Frischknecht | Cadel Evans               | Christophe Dupouey |
| 4   | 4. Mai       | Budapest         | Christophe Dupouey  | Cadel Evans               | Miguel Martinez    |
| 5   | 11. Mai      | Špindlerův Mlýn  | Miguel Martinez     | Christophe Dupouey        | Ludovic Dubau      |
| 6   | 22. Juni     | Mount Snow       | Rune Høydahl        | Hubert Pallhuber          | Miguel Martinez    |
| 7   | 29. Juni     | Mont Sainte-Anne | Miguel Martinez     | Ludovic Dubau             | Jérôme Chiotti     |
| 8   | 13. Juli     | Vail             | Cadel Evans         | Michael Rasmussen         | Jérôme Chiotti     |
| 9   | 31. August   | Houffalize       | Miguel Martinez     | Christophe Dupouey        | Michael Rasmussen  |
| 10  | 7. September | Annecy           | Christophe Dupouey  | Jean-Christophe Savignoni | Filip Meirhaeghe   |

Gesamtwertung
| Platz | Name               | Punkte |
| ----- | ------------------ | ------ |
| 1.    | Miguel Martinez    | 638    |
| 2.    | Christophe Dupouey | 632    |
| 3.    | Cadel Evans        | 600    |
| 4.    | Ludovic Dubau      | 556    |
| 5.    | Hubert Pallhuber   | 546    |
| 6.    | Michael Rasmussen  | 530    |

## Downhill

### Frauen Elite
| Rnd | Datum      | Ort              | Erste                  | Zweite                 | Dritte           |
| --- | ---------- | ---------------- | ---------------------- | ---------------------- | ---------------- |
| 1   | 18. Mai    | Stellenbosch     | Elke Brutsaert         | Missy Giove            | Marla Streb      |
| 2   | 25. Mai    | Nevegal          | Anne-Caroline Chausson | Giovanna Bonazzi       | Missy Giove      |
| 3   | 1. Juni    | Sierra Nevada    | Anne-Caroline Chausson | Missy Giove            | Leigh Donovan    |
| 4   | 28. Juni   | Mont Sainte-Anne | Missy Giove            | Anne-Caroline Chausson | Giovanna Bonazzi |
| 5   | 6. Juli    | Harrisonburg     | Leigh Donovan          | Anne-Caroline Chausson | Missy Giove      |
| 6   | 15. August | Kaprun           | Missy Giove            | Anne-Caroline Chausson | Malin Lindgren   |

Gesamtwertung
| Platz | Name                   | Punkte |
| ----- | ---------------------- | ------ |
| 1.    | Missy Giove            | 190    |
| 2.    | Anne-Caroline Chausson | 190    |
| 3.    | Leigh Donovan          | 152    |
| 4.    | Giovanna Bonazzi       | 149    |
| 5.    | Elke Brutsaert         | 132    |
| 6.    | Mercedes González      | 126    |

### Männer Elite
| Rnd | Datum      | Ort              | Erster        | Zweiter             | Dritter          |
| --- | ---------- | ---------------- | ------------- | ------------------- | ---------------- |
| 1   | 18. Mai    | Stellenbosch     | Bas De Bever  | Jürgen Beneke       | Tomas Misser     |
| 2   | 25. Mai    | Nevegal          | Corrado Hérin | David Vázquez López | Johan Engström   |
| 3   | 1. Juni    | Sierra Nevada    | Corrado Hérin | John Tomac          | Steve Peat       |
| 4   | 28. Juni   | Mont Sainte-Anne | Corrado Hérin | Steve Peat          | Marcus Klausmann |
| 5   | 6. Juli    | Harrisonburg     | Tomas Misser  | Jürgen Beneke       | Myles Rockwell   |
| 6   | 15. August | Kaprun           | John Tomac    | Jürgen Beneke       | Nicolas Vouilloz |

Gesamtwertung
| Platz | Name          | Punkte |
| ----- | ------------- | ------ |
| 1.    | Corrado Hérin | 277    |
| 2.    | Jürgen Beneke | 265    |
| 3.    | Tomas Misser  | 233    |
| 4.    | Bas de Bever  | 225    |
| 5.    | John Tomac    | 222    |
| 6.    | Robert Warner | 211    |